# Балтимор (Охајо)
Балтимор (енгл. Baltimore) град је у америчкој савезној држави Охајо.

## Демографија
По попису из 2010. године број становника је 2.966, што је 85 (3,0%) становника више него 2000. године.
| Група             | 2000.         | 2010.         |
| Белци             | 2.840 (98,6%) | 2.881 (97,1%) |
| Афроамериканци    | 3 (0,1%)      | 8 (0,3%)      |
| Азијати           | 5 (0,2%)      | 15 (0,5%)     |
| Хиспаноамериканци | 11 (0,4%)     | 16 (0,5%)     |
| Укупно            | 2.881         | 2.966         |